# Cynoglossum vanense
Cynoglossum vanense är en strävbladig växtart som beskrevs av Sutor och Yacute. Cynoglossum vanense ingår i släktet hundtungor, och familjen strävbladiga växter. Inga underarter finns listade i Catalogue of Life.